# Fluoracetylchlorid
Fluoracetylchlorid ist eine chemische Verbindung aus der Gruppe der Carbonsäurehalogenide.

## Gewinnung und Darstellung
Fluoracetylchlorid kann durch Reaktion von Natriumfluoracetat mit Phosphorpentachlorid gewonnen werden.

## Eigenschaften
Fluoracetylchlorid ist eine Flüssigkeit, die mit Wasser reagiert.

## Verwendung
Fluoracetylchlorid wird zur Herstellung anderer organischen Verbindungen verwendet.